# Phrudocentra hollandaria
Phrudocentra hollandaria är en fjärilsart som beskrevs av George Duryea Hulst 1886. Phrudocentra hollandaria ingår i släktet Phrudocentra och familjen mätare. Inga underarter finns listade i Catalogue of Life.